# Bergen (Contea di Marathon, Wisconsin)
Bergen è un comune degli Stati Uniti, situato in Wisconsin e in particolare nella Contea di Marathon.